# Anomalotragus
Anomalotragus is een kevergeslacht uit de familie van de boktorren (Cerambycidae). De wetenschappelijke naam van het geslacht werd voor het eerst geldig gepubliceerd in 2010 door Clarke.

## Soorten
Anomalotragus omvat de volgende soorten:
- Anomalotragus morrisi Clarke, 2010
- Anomalotragus recurvielytra Clarke, 2010